# Camponotus singularis
Camponotus singularis é uma espécie de inseto do gênero Camponotus, pertencente à família Formicidae.